# Samostan i crkva sv. Antuna u Puli
Samostan i crkva sv. Antuna u Puli je jedan od sakralnih spomenika grada Pule. Nalazi se tik uz jugoistočnu stranu Amfiteatra u samom središtu grada. Crkva djeluje tako monumentalno da je neupućeni posjetitelj drži katedralom, premda je sagrađena tek u 20. stoljeću. Crkva je posvećena sv. Antunu Padovanskom, a suzaštitnica crkve je sv. Terezija od Malog Isusa. 

## Povijest
Postoji predaja da je Trst i neke druge istarske gradove pohodio sv. Antun Padovanski, koji je 1229. godine kao lombardski provincijal prošao ovuda osnivajući samostane. Predaja kaže da je na putu u Goricu skrenuo u Trst, a možda i u neke druge gradiće na zapadnoj obali Istre.
30. listopada 1931. godine lokalne novine "Corriere istriano" izvjestile su: "Ostvaruje se žarka želja tolikih građana Pule, svečano otvorenje novog hrama sv. Antuna, podignutog u kratkom periodu od dvije godine zahvaljujući žaru građana Pule. Ova nova crkva, uistinu umjetnička, ostat će spomenik vjere našega vremena te duboke i trajne pobožnosti pulskog puka prema slavnom sv. Antunu." To je bio izvrsni doprinos proslavi 700. obljetnice smrti sv. Antuna Padovanskog, koja se te godine slavila. 
Kamen temeljac nove crkve blagoslovljen je 4. listopada 1929. na blagdan sv. Franje, a svečani blagoslov završenog zdanja obavio je na Sve svete 1. studenog 1931. P. Tito Castagna, provincijal venecijanske Franjevačke provincije sv. Franje. On je ujedno bio i pokretač ove izgradnje novog samostana sv. Antuna i prvi franjevac koji se 1920. nastanio u Puli nakon što su Napoleonove vlasti ukinule franjevače samostane u Puli i na otoku Verudi 1806. Ispočetka su fratri planirali izgraditi samostan pored crkve Gospe od Milosti u Šijani koju im je ustupila Porečko-pulska biskupija, ali su uskoro uvidjeli da je Šijana malo udaljena od grada koji je imao 60 tisuća stanovnika, a imao je samo jednu župu. Fratri su najprije 1925. ustanovili dječje sirotište u nekadašnjoj gradskoj bolnici (stara zgrada desno od crkve) te improvizirali kapelu sv. Antuna Padovanskoga na mjestu današnje crkve, a 1929. započeli gradnju crkve. 
Nacrt za izgradnju crkve i samostana izradio je gratis tadašnji gradski arhitekt inž. Guido Brass. Voditelj gradilišta bio je inž. Antonio Zima, a zidarski i klesarski majstor Sebastiano Bianchini sa svojim vrijednim radnicima. Pošto je crkva otvorena za bogoslužje, nastavio se graditi zvonik visok 45 m, koji je završen pred blagdan sv. Antuna 1932. U prvotnoj zamisli zvonik je trebao biti puno niži, ali su franjevci inzistirali da se vidi iz svih dijelova grada. Crkva je izgrađena "u čistoj, skladnoj i strogoj jednostavnosti romanike, u solidnoj strukturi da može odoljeti stoljećima", od čvrstog kamena iz pulske okolice. Nažalost, i ovo sveto zdanje imalo je svoju žrtvu, radnika Justa Zidarića, koji je 20. svibnja 1931. pao sa skele i poginuo. O tome svjedoči i kameni natpis s južne strane crkve. Kad je 9. lipnja 1932. blagoslovljen i na vrh zvonika postavljen kameni kip sv. Antuna s Djetetom Isusom u ruci (175 cm) na tu se svečanost skupilo oko 20.000 Puljana. Dosta mali samostan završen je 1934. godine. Crkva se i dalje dotjerivala te je 1936. dobila mramorni pločnik, 1939. je izgrađena apsida, 1941. oltar Bezgrješne Djevice Marije, a 1943. pločnik i ogradica prezbiterija (danas pored kipa sv. Antuna). Nacrt za mramorni pločnik prezbiterija dao je danas blaženi fra Claudio Granzotto.
U velikom gradu nedostajalo je pastoralnog prostora pa je porečko-pulski biskup mons. Trifun Pederzoli 4. lipnja 1939. potpisao dekret o osnutku nove župe sv. Antuna i predao je franjevcima. Župa počinje radom 1. svibnja 1940. Tako su se franjevci intenzivno uključili u pastoralnu djelatnost grada. Političkim promjenama Istra i Pula 1947. pripala je Hrvatskoj u Jugoslaviji, te je uprava franjevačkog reda iz Rima crkvu, župu i samostan sv. Antuna u Puli, kao i samostane u Pazinu i Rovinju predala franjevcima Provincije sv. Jeronima sa sjedištem u Zadru. To je bilo sasvim prirodno kad se zna da je ista provincija i ranije u Istri imala svoje samostane. 
I hrvatski franjevci nastavljaju obogaćivati crkvu sv. Antuna. Tako su krajem 1961. nabavljene klasične orgulje (Franc Jenko – Ljubljana), a 1981. napravljen je veliki mozaik u apsidi (Josip Botteri). Budući da je 1995. izgrađen novi samostan s južne strane crkve, 2000. godine stari je temeljito preuređen za pastoralni centar. Tom je prilikom popločano dvorište u sredinu kojega je postavljen kip sv. Antuna s dječakom Isusom (Lojzika Ulman). Pošto je 2002. preuređen prezbiterij po uputama 2. vatikanskog koncila, crkvu je 9. studenog 2002. konačno i posvetio mons. Ivan Milovan, biskup porečko-pulski. Godine 2003. izrađene su nove klupe u crkvi, a 2004. postavljeni novi prozori-vitraji i velika rozeta (Skira - Pula) na pročelju crkve. Godine 1982. bila su elektrificirana tri zvona, a 2005. izmijenjena sva armatura i postavljena nova električna postrojenja za svih pet zvona s otkucavanjem satova i melodija. Konačno je 2006. dotjerana crkvena rasvjeta, ugrađeno moderno električno grijanje i sva crkva prebojana. Svi spomenuti radovi izvedeni su doprinosima vjernika.
Misu za mlade animira vokalno-instrumentalni glazbeni sastav Shalom Pula.

## Zanimljivosti
- Župa sv. Antuna u Puli najveća je župa u Istri s 12.000 vjernika (2007.).
- Zvonik crkve sv. Antuna s visinom od 45 m najviša je građevina u Puli.

## Više informacija
- Franjevci
- Franjevačka provincija sv. Jeronima
- Pula

## Vanjske poveznice
|  | Zajednički poslužitelj ima još gradiva o temi samostan i crkva sv. Antuna u Puli |

- Službene stranice samostana sv. Antuna u Puli  Arhivirana inačica izvorne stranice od 10. travnja 2008. (Wayback Machine)